# Кримська операція (1918)
Кри́мська опера́ція 1918 ро́ку — військовий похід спеціальної групи Армії Української Народної Республіки на чолі з полковником Петром Болбочаном у квітні 1918 року на Крим проти більшовиків, що окупували Кримську Демократичну Республіку, з метою встановлення на території півострова української влади та взяття під контроль Чорноморського флоту.
22 квітня 1918 року в ході Кримської операції під проводом полковника Петра Болбочана армія УНР форсувала Сиваш і звільнила від більшовиків Джанкой, першу вузлову станцію в Криму. Завдяки цьому українська армія отримала можливість для розгортання подальшого наступу та раніше за німців дісталася Сімферополя. Перемоги було досягнуто з мінімальними втратами.
Однак далі, через політичний конфлікт між керівництвом УНР і союзниками Німецької імперії, війська УНР були змушені полишити Крим, не дійшовши до Севастополя, як це було передбачено первісним планом.

## Причини та передумови операції
Навесні 1918 року українська армія, за підтримки німців, продовжувала переможний наступ. В авангарді армії УНР перебував Запорізький корпус полковника Петра Болбочана. Успішному та стрімкому просуванню запорожців сприяли 2 фактори: по-перше, війська корпусу рухалися вздовж головних залізничних шляхів, не даючи противнику можливості ані організувати відступ, ані ефективну оборону.
По-друге, як згадували безпосередні учасники тих подій, на момент військових дій весни 1918-го року Червона армія являла собою «розбійничі, розпутні банди», які не могли «протиставитись ні дисциплінованим та компактним масам німецьких військ, ні молодій патріотично налаштованій українській армії».

### Запорізький корпус
Розповсюджена версія, згідно з якою 6 квітня 1918 року запорожці переможно вступили до Харкова. Насправді більшовики залишили Харків лише 8 квітня, після чого до міста ввійшли німецькі частини генерала Фон Клаузіуса. Запорожці ж дісталися Харкова лише 9 квітня.
Не чекаючи призначення з боку уряду, Петро Болбочан за погодженням з генералом Олександром Натієвим призначив тимчасовим губернським військовим комендантом (з виконанням обов'язків губернського комісара) полковника Олександра Шаповала — командира 4-го Запорізького полку імені Б. Хмельницького. Через кілька днів — 9 квітня 1918 року — Запорізька дивізія за наказом військового міністерства була розгорнута у Запорізький корпус, оскільки у ході звільнення Полтавщини від більшовицької окупації чисельність Запорізької дивізії зросла, переважно за рахунок української інтелігентської молоді. За задумом військового міністерства УНР, у процесі розгортання дивізії в корпус 1-а дивізія мала зі свого складу виділити 2-гу дивізію.
За короткий час існування Запорізький корпус став однією з найбоєздатніших українських військових частин. Його найкращим підрозділом був 2-й Запорізький піший полк на чолі з полковником Петром Болбочаном. Вояки одержали нові мундири захисного кольору англійського зразка. Кашкет був прикрашений кокардою із національною символікою. Старшинські відзнаки — на комірі, посада відзначалась вузлами на лівому рукаві, у старшин — золотим позументом, у козаків — синім сукном.
Військовий парад у Харкові, який 2-й Запорізький піший полк під командуванням полковника Болбочан провів спільно з німецькими військовими формуваннями, справив велике враження на населення міста й мав велике пропагандистське значення. Після параду чимало старшин та солдатів колишньої російської армії почали вступати до лав українського війська.
Посад вони не прийняли і знаходили при німецькому штабі в Харкові.

### Значення Криму
На той час український уряд уже давно здійснював підготовку до опанування Чорного моря, без чого було б неможливим і саме існування української держави. Ще 23 грудня 1917 року при Генеральному секретаріаті у Києві створено Морський Секретаріат, згодом Морське міністерство, а законом від 13 березня 1918 року, Українська Народна Республіка перебрала собі весь військовий і торговельний флот Чорного моря. Тим часом, своє становище у Криму зміцнювали більшовики, виникла небезпека зовсім втратити Чорноморський флот.

## Напередодні походу

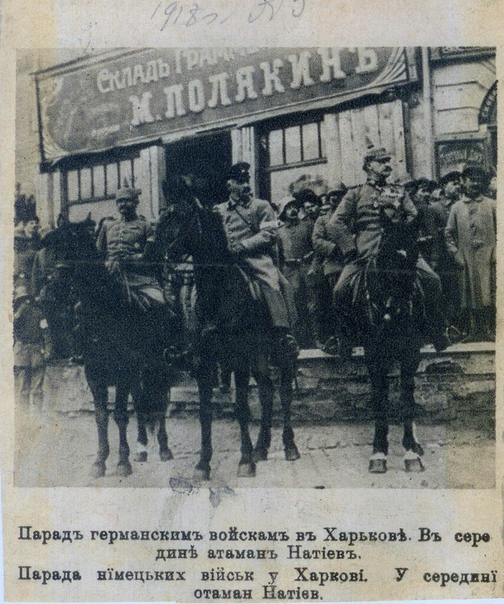
Генерал Олександр Натієв (у центрі) під час параду українських і німецьких військ у Харкові

### Наказ уряду

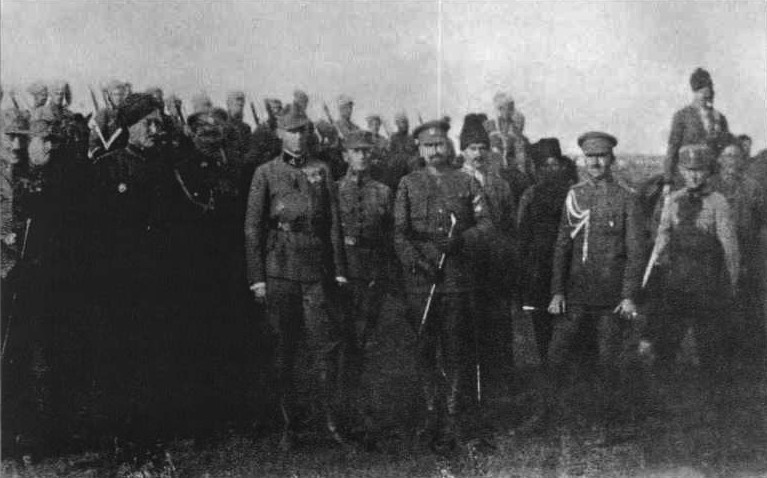
Запорожці під час зустрічі із Січовими стрільцями в Олександрівську. На передньому плані — сотник Луцький, полковник Петрів, архикнязь Вільгельм Габсбург, полковники Болбочан і Сельванський

10 квітня 1918 року, наступного дня після переформування дивізії в корпус, штаб запорожців одержав таємний усний наказ уряду, оголошений військовим міністром Олександром Жуківським. Генералові Олександру Натієву належало виділити з корпусу окрему групу, забезпечену всіма видами зброї на правах дивізії під командуванням полковника Болбочана.
Перед ним поставлене окреме стратегічне завдання: випереджаючи німецькі війська на лінії Харків-Лозова-Олександрівськ-Перекоп-Севастополь, звільнити Кримський півострів від більшовиків, захопити Севастополь. Кінцевою точкою військової операції мав стати Чорноморський флот, розташований у Севастопольській бухті, який планували включити до складу українських збройних сил. Групі Петра Болбочана в ході операції поставлено також завдання захопити військове майно таврійських портів.
Разом з Кримської групою рухалися вже призначені Українською Центральною Радою глави кримської адміністрації: Перекопський повітовий комісар (з червня 1918 староста) Вільнер Петро Євгенович, Євпаторійський повітовий комісар Байдак Володимир Миколайович, Сімферопольський повітовий комісар Благановський Микола Володимирович та інші. Для зв'язку з 52-м Німецьким корпусом призначений український представник Десницький А.В.
Ще одна група Запорізького корпусу під командуванням особисто генерала Натієва мала вирушити у напрямку Лозова-Слов'янськ для звільнення від більшовицьких частин Донецького басейну. Організацію та відрядження цього формування запорожців проводив сам генерал Натієв, доручивши Петрові Болбочану командування Кримською групою. Сергій Шемет, близький друг полковника Болбочана, згадував пізніше у своїх спогадах:
«Протягом усього походу корпусу з Києва до Харкова безпосереднє керівництво частинами під час бойових дій здійснював полковник П. Болбочан, у той час як генерал Натієв змушений був весь свій час віддавати справам організації зібраних на швидку в Києві й посланих у похід частин.
Натієв умів оцінити заслуги своїх помічників і не боявся конкуренції тих, хто своїми заслугами піднімався вище загального рівня, тому він не побоявся висунути наперед Болбочана і призначити його командуючим першою дивізією Запорізького корпусу, не побоявся дати Болбочанові і його дивізії виконати окреме завдання — звільнення Криму від більшовиків, хоч це доручення очевидь давало тому можність піднятися в очах Уряду і суспільства ще вище».

### Переговори з німцями
Напередодні форсування Сиваша Петро Болбочан зустрівся з генералом фон Кошем, командиром 15-ї ландверської дивізії, яка наступала на Тавриду слідом за групою Болбочана. Генерал повідомив полковника про намір німецького командування силами корпусу за підтримки флоту здійснити операцію та зайняти Крим. Маючи завдання уряду випередити німецький наступ і оволодіти Таврійським півостровом раніше за німців, запорожці готувалися самостійно взяти Перекоп. Петро Болбочан, як командир дивізії й офіцер нижчого рангу, змушений був визнати свою підлеглість німецькому генералу, але від запропонованої допомоги — німецьких військових частин та бронепоїздів, що мали прибути до Мелітополя, він відмовився. Німецьке командування досить скептично поставилося до планів запорожців з огляду на вигідне оборонне становище ворога: на Перекопі більшовики могли навіть незначними силами стримувати чисельно переважні частини противника, а на Сиваші природні умови робили переправи майже неприступними. Німці вважали неможливим здобуття Перекопу без важкої артилерії, яка мала підійти найближчим часом до розпорядження 15-ї ландверської дивізії, і сприйняли наміри Болбочан як зухвалу витівку. Можливо, саме це спонукало німецьке командування пропустити запорожців для подальшого наступу на Тавриду.

## Розгортання військової акції
До складу Кримської групи ввійшли 2-й Запорізький полк, 1-й кінний полк імені Костя Гордієнка, інженерний курінь, кінно-гірська гарматна дивізія, три польові батареї та одна гаубична, автопанцирна дивізія і два бронепотяги.
1-й і 3-й Запорозькі полки, 3-й Гайдамацький полк (що спеціально прибув з Києва), гарматний та інженерний полки входили до донецької групи під командою полковника Сікевича, команданта 3-го Гайдамацького полку.

### Просування українських військ на південь
Після звільнення Катеринослава 20 березня (2 квітня) генерал від інфантерії Роберт Кош зустрівся, згідно з документами виявленим професором Сергійчуком В., з безіменними представниками кримських татар, які заявили: 
…про готовність прилучитися до української держави, коли запевняться їм національно-культурні права.
Ця зустріч підтверджує найсміливіші припущення про ретельну підготовку квітневого повстання кримських татар проти більшовиків у Криму.
13 квітня 1918 року відділення Кримської групи вирушили на південь, з Харкова до Лозової. Звідси вони почали наступ у севастопольському напрямі й 14 квітня після коротких боїв разом з 2-м і 3-м батальйонами 53-го полку 15-ї ландверної дивізії зайняли Олександрівськ. В Олександрівську запорожці зустрілися з Українськими січовими стрільцями, що з австрійським військом наступали з Правобережжя.
18 квітня передові частини Кримської групи почали бій за Мелітополь, який більшовики завзято обороняли. Запорозька піхота, під захистом бронепотягів і артилерії, приступом здобула ворожі шанці та змусила більшовиків відступати у напрямку Тавриди, на сиваські позиції. У Мелітополі до рук українського війська потрапили великі комори харчів та зброї, самоходи, літаки та моторні катери.
На світанку 18 квітня германські частини підійшли до Перекопу, ланцюги 182-го піхотного полку 217-ї піхотної дивізії і Баварська кавалерія почали наступати на позиції більшовиків і вже ввечері після запеклих боїв зайняли Перекоп. 19 квітня німці після бою зайняли Армянськ.
Під станцією Якимівка був розбитий Феодосійський червоногвардійський загін під командуванням Федька І. Ф., після чого залишки загону відступили на Новоолексіївку — Генічеськ — Салькове і через Чонгар пішли в Крим.
Просуваючись уперед, українські частини безупинно насідали на ворога, що відступав, кіннота й піхота на автомобілях, здійснюючи постійні блискавичні наскоки, деморалізувала більшовицькі ряди. Як наслідок, 21 квітня 1918 року частини Кримської групи зайняли Новоолексіївку — останню станцію перед сиваським мостом — та впритул наблизилися до переправ.

### Сиваський бліцкриг

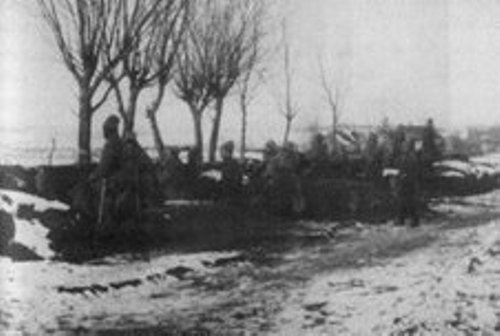
Вояки Запорізького корпусу на бойових позиціях

На Сиваші у більшовиків були вже більш потужні та організовані укріплення, ніж у довколишніх населених пунктах, але, попри це й замінований міст, українські війська ефективно, за день, здобули ворожі позиції.
Блискавична військова операція, проведена полковником Болбочаном на Сиваші, вирішила не тільки успіх майбутньої Кримської операції, але й уберегла Запорізьку дивізію від значних утрат особового складу. Поряд із часовим та технічним факторами був урахований також і психологічний. Готуючи наступ, штаб дивізії зробив усе можливе, щоб дезорієнтувати більшовиків та позбавити їх можливості дістати інформацію про дійсний стан речей на фронті. Безпосередній учасник тих подій сотник Борис Монкевич у своїх спогадах згодом писав:
«При таких сприяючих умовинах як непоінформованість більшовиків та їх неуважність у справі оборони переправ, Болбочан відкинув попередній план форсування Сиваша моторовими катерами і рішив раптовим наскоком захопити безпосередньо залізничну переправу».
Таким чином, уночі 22 квітня 1918 року перша сотня 2-го Запорозького полку під командою сотника Зілинського на мотодрезинах швидко переїхала замінований міст та дезактивувала вибухівку. За вояками посунули два бронепотяги. Більшовики, не сподіваючись такого непередбачуваного наскоку, не встигли приступити до оборони переправи — бронепотяги доїхали до лінії ворожих шанців та гарматним і скорострільним вогнем посіяли поміж «червоних» паніку. Сотник Зелінський зі своєю сотнею кинувся до шанців та остаточно змусив більшовиків залишити позиції. Цілий 2-й полк, що на той час уже перейшов міст, зайняв ворожі укріплення.
Аналізуючи успіх операції Борис Монкевич підкреслював:
«Це стало можливим лише завдяки вмінню Болбочана передбачати дійсний стан речей у ворожому таборі, відгадувати його (ворога) психологію і моральний стан, а також дякуючи хитрощам Болбочана, оскільки Перекоп звичайним приступом … здобути було б неможливо».
Для кращого розуміння складності операції Монкевич також подає опис укріплень Перекопу:
«Упродовж усього берега Сальківських позицій, була зроблена лінія окопів з бетоновими гніздами для кулеметів, всі окопи були оббиті дошками, артилеристські позиції були збудовані по останньому слову техніки».
Крім того, перекопські укріплення були прекрасно оснащені далекобійною та важкою артилерією, спеціально знятою більшовиками із Севастопольських фортів і встановленою на помостах. Облога Запорізькою дивізією таких укріплень могла тривати не один місяць і призвести до великих людських втрат, якби не заздалегідь продуманий Петром Болбочаном та його штабом план обходу основних позицій ворога з боку Сиваша.
Унаслідок блискавично проведеної операції все військове майно та зброя укріплень перейшли до розпорядження Запорізької дивізії, що ще більше її зміцнило. Маючи багато технічних засобів пересування, Болбочан міг пересуватися швидше за ворога і легко маневрував кіннотою, не даючи більшовикам спочинку та відрізаючи їм шляхи відступу.
Не чекаючи надходження решти сил, полковник Болбочан дав наказ переслідувати ворога на кримській території.

### Наступ

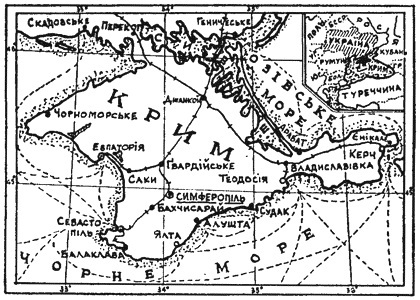
Мапа Кримського півострова

Увечері 22 квітня 1918 року Кримська група з боєм захопила місто Джанкой — першу вузлову станцію в Криму, що дало їй можливості для розгортання подальшого наступу. Тут зосередились усі сили похідної групи і почали трьома частинами просуватися далі: перша частина, що складалася з піхоти, автопанцирників та артилерії просувалася східним боком залізниці за маршрутом Джанкой-Сімферополь, друга частина (Гордієнківський полк та кінно-гірська гарматна дивізія) рушила у напрямку Євпаторії, а третя частина вирушила на Теодосію (нині — Феодосію).
На тлі політичних помилок та військових поразок Центральної ради, військовий рейд 1-ї Запорізької дивізії виглядав блискучою військовою кампанією, яка мала неабияке геополітичне значення і незабаром забезпечила для України здобуття Чорноморського флоту.
Рівень дисципліни серед запорожців був високий упродовж усієї операції — козаки й старшини високо цінували Петра Болбочана, повага до нього та його авторитет були безсумнівними. Це мало ще один, можливо, дещо несподіваний наслідок: віддане ставлення вояків Запорізької дивізії до свого командира було з підозрою сприйняте керівництвом військового відомства УНР — пішли поголоски про начебто диктаторські амбіції полковника.
Під час Кримського походу Запорізька дивізія поповнилася значною кількістю добровольців із Таврії, а також кримськотатарськими добровольчими формуваннями. Полковник Петро Болбочан мав намір створити з них окрему регулярну частину, проте згідно з наявними домовленостями українського уряду з німецьким командуванням був змушений розпустити ці волонтерські загони. Усе ж, багато добровольців із Тавриди вступили до Запорізької дивізії ще у Мелітополі.
Головні сили групи Болбочана були скеровані на Сімферополь, який був захоплений майже без опору ранком 24 квітня 1918 року. Приблизно у той самий час Гордієнківський полк захопив Бахчисарай.
Очевидець писав:
«Ніде на всій Україні не зустрічали українського війська з таким ентузіазмом, з такими оваціями й таким захопленням, як робило це населення Сімферополя та інших зайнятих кримських місцевостей»
Але на тому свій наступ українські війська змушені були зупинити.
Німецькі дослідники стверджують що Сімферополь був зайнятий без бою 22 квітня.

## Квітневе повстання
Докладніше: Повстання кримських татар (1918)
З виходом германців до Перекопу Крим спалахнув антикомуністичним повстанням з найширшим спектром учасників від робочих дружин профспілок і бойовиків клерикальної «Бютюн Крим Муслюманлари шураси» до членів РСДРП, кримськотатарських соціалістів і «Костянтинівського Ордена Святого Георгія».

## Протистояння з німцями

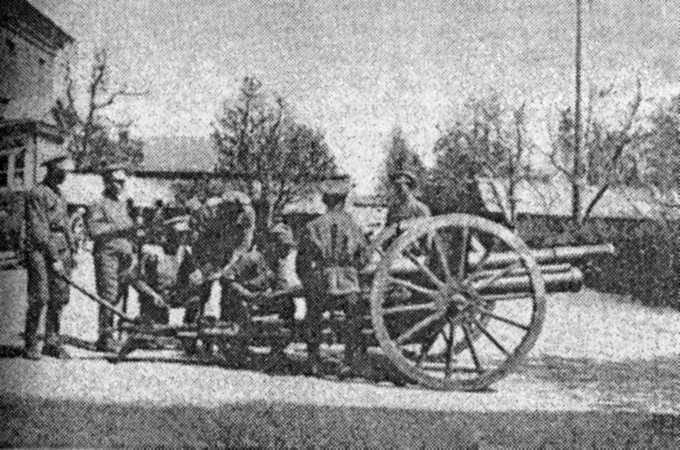
Вояки Армії УНР

Як відомо, Кримський похід проводився за таємним усним наказом уряду й Міністерства військових справ УНР. Попри пропозиції німців у ході Берестейських переговорів включити Крим до сфери національних інтересів УНР, українська делегація цього не зробила, аргументуючи свою відмову правом кримськотатарського народу на самовизначення. Однак згодом уряд Всеволода Голубовича вирішив провести військову операцію, хоча ще за місяць до початку походу — 9 березня 1918 року — на засіданні Ради народних міністрів міністр внутрішніх справ Михайло Ткаченко заявляв:
«…покладатися на наше військо не можна, а через це потрібно очищати територію України при помочі німців…».
Така непослідовність уряду та його членів вкотре демонструвала відсутність ясної й однозначної державної політики в лідерів УНР, які керувалися насамперед партійними програмами.
Успіхи українських військ у Кримській військовій кампанії виразно проявили непрофесійність та вузькополітичну заангажованість багатьох членів українського уряду. Як наслідок — військовий потенціал та блискучі перемоги Запорізької дивізії не були використані, а сама вона фактично потрапила під загрозу ліквідації німецькими військами. Причина була вельми проста: після вдалих операцій запорожців під Олександрівськом та Мелітополем та після успішної переправи через Сиваш німецьке військове командування почало висловлювати занепокоєння діями українських військ. Намагаючись стримати їхній наступ, командир 15-ї німецької ландверської дивізії генерал фон Кош з наказу свого командування почав вимагати припинення операцій українських військових частин. Після звільнення запорожцями Джанкоя, а згодом і Сімферополя відносини між українцями та німцями загострилися ще більше.

### Становище українців
Петро Болбочан мусив рахуватися з вимогами німецького командування припинити наступ, оскільки німці погрожували застосуванням сили до Запорізької дивізії. З іншого боку, існував наказ українського уряду оволодіти Севастополем та Чорноморським флотом, до того ж, у цей час запорожці мали всі можливості для здійснення дорученого їм завдання. Значною мірою цьому сприяли сили добровольців, які постійно прибували до українських частин, та симпатії місцевого населення. Крім того, запорожці мали у своєму розпорядженні багато самоходів та гірських гармат, необхідних для бою у тій місцевості. Лише кінна група, підсилена Кримським кінним полком, нараховувала до півтори тисячі шабель.

### Ультиматум фон Коша
26 квітня 1918 року 15-та німецька дивізія з наказу генерала фон Коша оточила всі місця дислокації українських військ та головні стратегічні пункти Сімферополя. Полковнику Петру Болбочану оголошено ультиматум негайно скласти зброю, залишити все військове майно і виїхати з міста й території Криму під охороною німецького конвою на правах інтернованих, розпустивши при цьому добровольчі загони. Пояснюючи причину своїх вимог, генерал фон Кош заявляв, що згідно з умовами Берестейської угоди Крим не належить до території України і для перебування українського війська на цій землі немає жодних підстав. На протести командира запорожців була дана відповідь, що Міністерство військових справ УНР на запити німецького командування відповідає, що «абсолютно нічого не знає за таку ґрупу і жадних завдань для операцій у Криму ніякому відділові не давало; Український Уряд рахує Крим цілком самостійною державою».

### Відповідь Болбочана

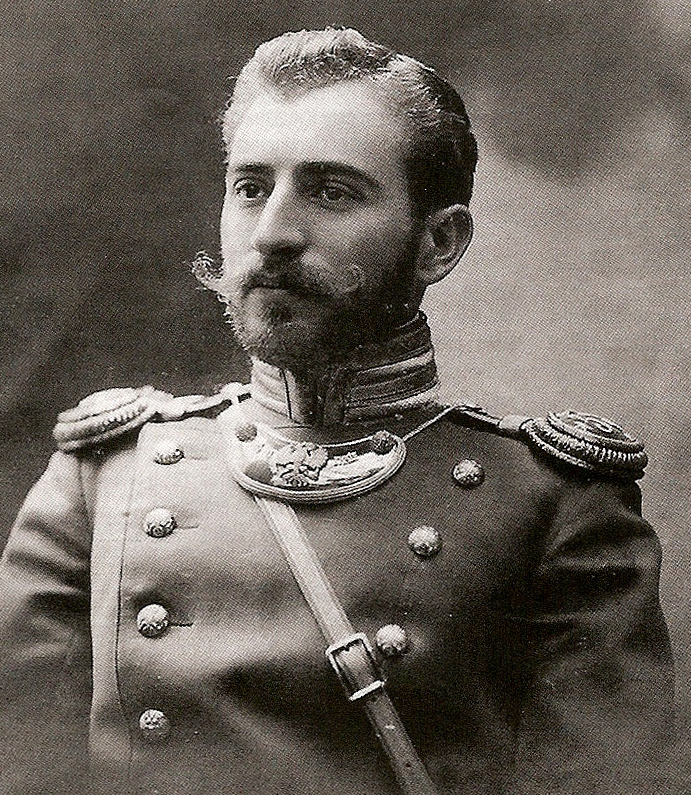
Полковник Петро Болбочан

Не маючи зв'язку з урядом, полковник Петро Болбочан розробив два можливі плани продовження операції звільнення Кримського півострова від більшовицьких частин. Один з них передбачав наступ на Севастополь і Ялту через гори, де легше уникнути зіткнень із німцями — він мав бути реалізований кінним полком ім. Костя Гордієнка під командуванням Всеволода Петріва та Кримським кінним полком. Інший — у випадку збройного протистояння з німцями — передбачав прорив запорожців на Керченський півострів, де мала бути утворена оборонна лінія між Арабатською та Феодосійською затоками. У разі продовження військових операцій німців проти українців останні мали оборонятись, зайняти фортеці Керч та Єні-Кале і встановити зв'язок з Кубанню. Запорожці розпочали реалізацію першого плану, передбачаючи можливий наступ більшовицьких частин, які могли відтягнути увагу німецького командування.
Висунуті німецьким командуванням вимоги щодо виведення українських військ із Тавриди були одразу відкинуті Петром Болбочаном, який тривалий час намагався зв'язатися з Києвом й одночасно не допустити військового зіткнення. Запорожці — козаки і старшини — у свою чергу демонстрували німцям бойовий вишкіл та намір послідовно діяти згідно з розпорядженнями власного уряду. Важливим у цій ситуації було також те, що у цей період зростали антинімецькі настрої як серед українців, так і серед кримськотатарського населення. Німці ж зі свого боку все більше виявляли невдоволення політикою Центральної Ради та її уряду. Серед запорожців поширювалися настрої, які свідчили про їхню готовність «боронити волю України». Напруження зросло ще більше з прибуттям українських частин із Бахчисарая, де вони успішно діяли проти більшовиків, а також свіжих німецьких частин, які займали оборону навкруги Сімферополя. Петро Болбочан був свідомий того, що можливий збройний конфлікт між обома силами прирікає запорожців на поразку.
Тому командир Кримської групи висунув німецькому командуванню свої зустрічні вимоги:
 — запорожці лише з наказу українського уряду залишать Сімферополь;
 — про здачу зброї не може бути й мови;
 — припинити ізоляцію німецькими частинами українського війська, дати змогу зв'язатися з урядом;
 — припинити будь-які обмеження групи.
Водночас Болбочан зазначав, що можливий рух групи, за винятком господарських, транспортних і санітарних частин, буде узгоджений з німецьким командуванням. Полковник також дав згоду на умову щодо необхідності розпуску добровольчих загонів, набраних у Тавриді.

## Залагодження конфлікту
Генерал фон Кош, ознайомившись з українськими вимогами, зауважив, що «збройний конфлікт завдасть найбільшої шкоди Українській республіці, оскільки вона втратить найкращі кадри свого війська». Треба підкреслити, що він, у свою чергу, також намагався уникнути збройних сутичок між українськими та німецькими підрозділами, чудово усвідомлюючи їх наслідки для обох сторін, і тому пообіцяв ще раз порушити справу Запорізької дивізії перед своїм командуванням.
Генерал Олександр Натієв, який у цей час прибув до Сімферополя, повністю підтримав позицію Петра Болбочана і зі свого боку докладав зусиль для виходу з кризової ситуації. Його візит вніс певні корективи до взаємин командирів обох військових одиниць — Натієв, як вищий рангом за генерала фон Коша та безпосередній начальник Петра Болбочана, своєю присутністю припинив оперативне підпорядкування полковника німецькому генералові. Німці допомогли налагодити телефонний контакт із Києвом. Телефонні розмови з отаманом Блонським та міністром Олександром Жуківським поєднували в собі заяви на кшталт: «Україна ніколи не забуде тої жертви, яку принесуть для неї Запорожці» та подібні з порадами прийняти умови німців. Усе це не вказувало жодного виходу із ситуації і свідчило, що уряд не має ніякого рішення щодо подальшої долі Кримської групи.
Унаслідок перемовин ставало все зрозумілішим, що не німці, а саме українська влада спричинила українсько-німецький конфлікт в Сімферополі. Лише більшовицький наступ на місто, як і передбачав Петро Болбочан, дещо покращив ситуацію і навіть змусив німців звернутися по допомогу до запорожців.

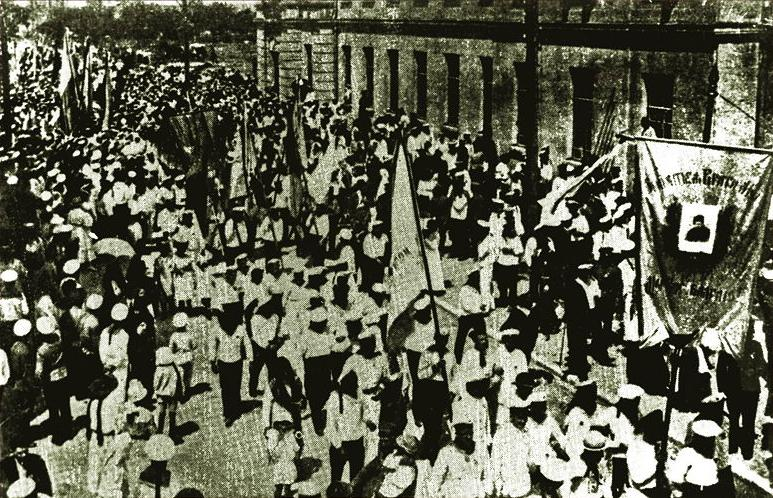
Патріотична маніфестація моряків українського Чорноморського флоту

## Вихід групи з Тавриди
27 квітня 1918 року міністр військових справ УНР Олександр Жуківський телефоном віддав наказ про негайний відхід Запорізької дивізії з Криму, який оголошено в присутності генерала фон Коша. Отаманові Олександру Натієву висловили незадоволення тим, що він залишив групу, яка здійснювала військову операцію в Донбасі, а генералові фон Кошу повідомлено, що попередня заява уряду УНР, яка стверджувала, що в Тавриді немає українських військових частин, «була просто непорозумінням». Міністр зазначав:
«Уряд не сподівався, що Група вже оперує в Криму, з вищим німецьким командуванням переговори тільки що почалися»
Лише згодом полковникові Петру Болбочанові стало відомо, що ні військовий міністр, ні український уряд не вжили жодних заходів перед вищим німецьким командуванням, щоб урятувати Кримську групу. Наказу про місце нового розташування запорожці так і не одержали. Після нарад з командиром корпусу Олександром Натієвим вирішено відійти до Мелітополя, де їх застав гетьманський переворот.
Як наслідок, кримське угруповання української армії, якому загрожувало роззброєння німцями, було виведене з Тавриди й розташоване поблизу Олександрівська.

## Підсумки
Попри суперечливий характер і вимушене залишення завойованих позицій, переможний Кримський похід Запорізької дивізії став справжнім тріумфом українського війська, продемонстрував його здатність до реалізації складних військових операцій, виявив блискучий талант полковника Петра Болбочана, як здібного воєначальника. Основне завдання військової акції було реалізоване: 29 квітня 1918 року, під впливом подій, Чорноморський флот у Севастополі підняв український національний прапор. Керівництво флоту оголосило про своє підпорядкування уряду в Києві.
Сьогодні ця сторінка історії України несправедливо забута українськими істориками новітньої доби — таврійські події весни 1918 року знайшли свій відбиток здебільшого на сторінках особистих спогадів учасників бойових дій та близьких друзів полковника Болбочана.
Проведення успішної Кримської операції детально описано у 3-й частині споминів генерала Всеволода Петріва, статті Сергія Шемета «Полковник Петро Болбочан», монографії Я. Штендери «Засуджений до розстрілу» та інших. Також, походу Запорізького корпусу присвятив свою працю «Слідами новітніх запорожців: Похід Болбочана на Крим» сотник Армії УНР Борис Монкевич. Книгу перевидано в Нью-Йорку в 1959 році накладом Товариства запорожців імені полковника Петра Болбочана в Америці.

## Ювілей
22 квітня 2018 року на державному рівні в Україні відзначається пам'ятна дата — 100 років з дня звільнення Криму від більшовиків.

## Вшанування пам'яті
20 квітня 2018 року, видавництво «Стікс» видало книгу Сергія Коваленка «Похід запорожців на Донбас та Крим: рік 1918». Проект профінансовано коштом Владислава Поповича, після перемоги в Європейському Суді з Прав Людини.
22 квітня 2018 року на будинку залізничної станції Новоолексіївка відбулось відкриття меморіальної дошки на честь Запорізької дивізії Армії УНР, яка 100-років тому з боями увійшла до Криму. Новий пам'ятний знак, виготовлений коштом благодійного фонду «Героїка», був освячений духовенством УПЦ КП. Віддати шану воякам Армії УНР зібрались представники місцевої громади, Військово-Морських Сил України, Меджлісу кримськотатарського народу, гості з Києва та Херсона.